# Show Me Love (nummer van WizTheMc)
"Show Me Love" is een nummer van de Zuid-Afrikaans-Duitse artiesten WizTheMc en Bees & Honey. Het werd op 7 februari 2025 uitgebracht door Bamboo Artists. De remix, uitgebracht op 18 april 2025 door FAX en Epic Records, bevat vocalen van de Zuid-Afrikaanse zangeres Tyla. Datzelfde jaar werd het lied op 22 april uitgezonden op Italiaanse radiostations.

## Live optredens
"Show Me Love" werd live uitgebracht tijdens Tyla's optreden op Coachella 2025 en Wiz verscheen als speciale gast. 